# アートホテル成田
アートホテル成田（アートホテルなりた、英: Art Hotel Narita）は、千葉県成田市小菅にあるホテルである。アイコニア・ホスピタリティ株式会社（旧：株式会社マイステイズ・ホテル・マネジメント、2025年7月に社名変更）が運営する。

## 概要
新東京国際空港（現在の成田国際空港）開港を見込んで、当地に進出したホテルの一つであるが、各種問題で開港が遅れていたため、開港に先立つ1974年6月1日に「成田ファースト・シティホテル」としてオープンした。成田空港近辺の大規模ホテルとしては最も歴史のあるホテルである。
建物は地上11階建てで、上空から見るとY字型に3方に建物が伸びている。客室は496室、収容人数は1000名。
近年はブライダルにも力を注いでおり、1,000m²以上ある庭園「フォレストガーデン」には、天と緑と風の教会を備え、本館1階には氷の教会「オーロラ」をオープンさせた。レストランは和洋中を揃え、成田空港を望むことが可能なフレンチダイニング「ザ・トップ」は、ホテル最上階に有する。
充実した施設とサービスや便利な立地、格安な値段設定などが評価され、複数の航空会社が乗務員の宿泊用ホテルとして同ホテルを使用している。また、成田空港から出発の際に利用する海外旅行客の需要も多いため、宿泊と15日間まで駐車場無料のプランを用意していて、遠方からのマイカーでの旅行客の前泊、後泊の利用に対応している。ホテルの周囲からは離着陸する飛行機が良く見えるため、飛行機の写真を収める人も多い。
2022年（令和4年）7月1日、日本ビューホテルからマイステイズ・ホテル・マネジメントに運営会社が変更となり、「アートホテル成⽥」としての営業を開始した。

## アクセス
東関東自動車道・新空港自動車道の成田ICすぐ脇に立地し、市内・空港の両方からのアクセスに対応している。
空港・市内までは、無料シャトルバスが出ており2020年3月現在は両総グランドサービスが運行を担当している。かつてはホテルの敷地内に本社があったエアポートバスが担当していた。朝の空港行きシャトルバスは、多いときは15分間隔で運行し、バスは全て大型のトランクルームを備え付けている。